# 岩手県立広田水産高等学校
岩手県立広田水産高等学校（いわてけんりつひろたすいさんこうとうがっこう）とは、岩手県陸前高田市にあった県立の高等学校。通称広水（ひろすい）。2008年（平成20年）3月に閉校。

## 概要
- 設置学科　全日制課程　
  - 水産技術科
  - 家政科

生産流通科
食品流通科

## 沿革

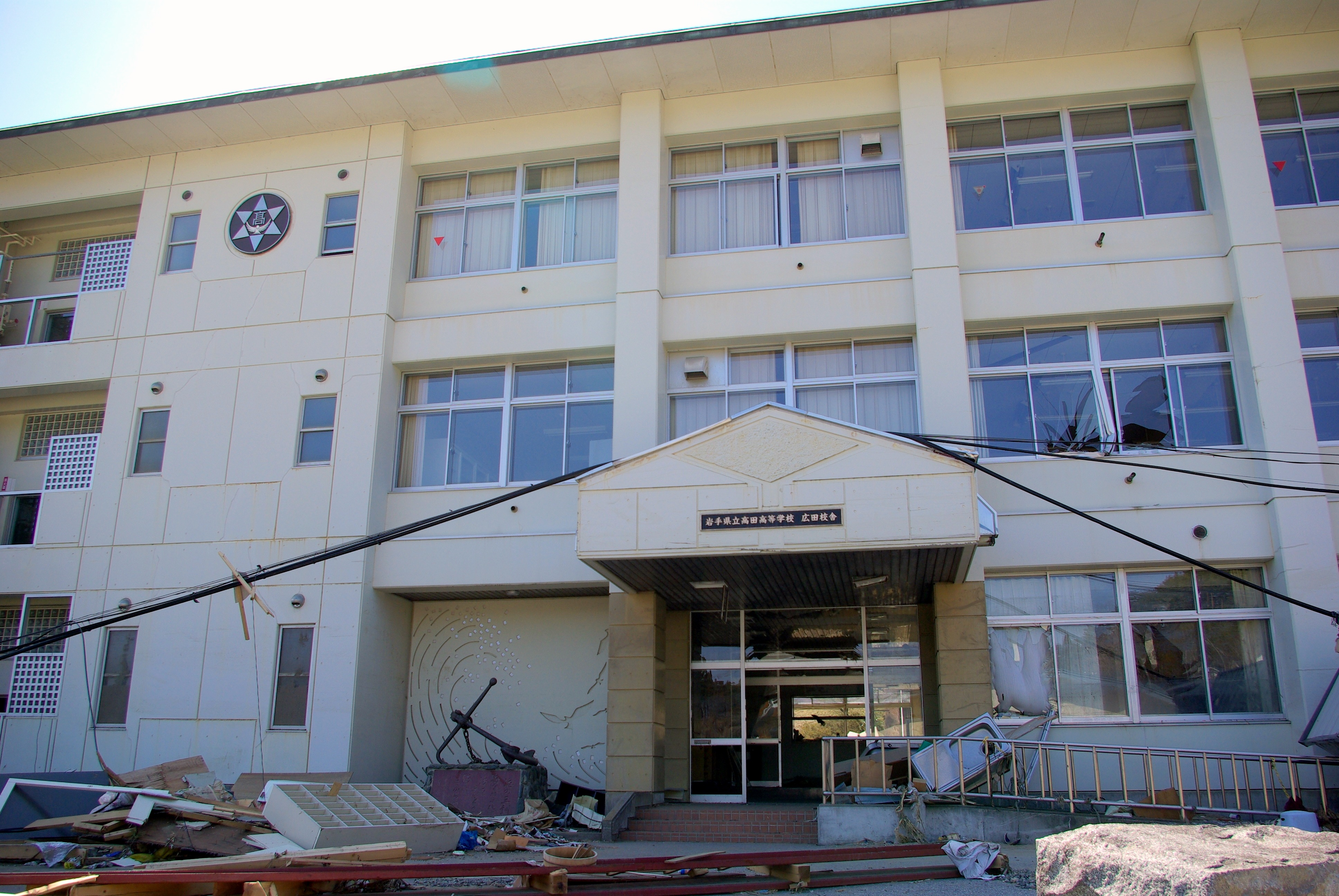
統合後、旧・岩手県立広田水産高等学校の校舎は岩手県立高田高等学校の広田校舎となり、東北地方太平洋沖地震で被災した（2011年4月撮影）

- 1940年 - 村立の岩手県広田水産学校として開校。
- 1945年 - 岩手県立広田水産学校に改称。
- 1948年 - 岩手県立広田水産高等学校に改称。
- 2008年 - 家政科・水産技術科を岩手県立高田高等学校と統合することにより閉校。
- 2012年 - 被災した校舎・実習棟が解体される。

## 所在地
- 陸前高田市広田町字大久保124-1